# 波兰没有灭亡
《波兰没有灭亡》（直译为“东布罗夫斯基玛祖卡”，也译为《波兰絕不灭亡》），是波兰的国歌，亦是波蘭非物質遺產，1797年由约瑟夫·维比茨基所作。原曲为《駐意大利波兰军团颂歌》（Anthem of the Polish Legions in Italy）。

## 起源与后续
这首歌的创作灵感来自于当时在意大利的波兰军团，在東布罗夫斯基的领导下，回国解放波兰的历史事件。这首歌的作者约瑟夫·维比茨基（Józef Wybicki）是東布罗夫斯基的好友，也是他的手下。这首歌作于1797年7月15日至7月21日，以玛祖卡舞曲为调式，命名为《意大利波兰军团颂歌》，后改称《東布罗夫斯基玛祖卡舞曲》。开头的“波兰决不灭亡”是当时军队的爱国口号，以激励战士解放当时被外国瓜分的波兰。该曲的非正式英文名为《Poland Is Not Yet Lost》或《Poland Has Not Yet Perished》，即歌词首句“波兰不会灭亡”，中文翻译上则普遍参照英文译名。
《意大利波兰军团颂歌》立刻流行于波兰士兵之中，随后即在波兰全境迅速传播，并成为了当时十一月起义（1830年）和一月起义（1863年）期间最流行的歌曲。在欧洲1848年革命时期，此曲被认为是革命的颂歌随着流亡的波兰人而传遍整个欧洲。
随后斯洛伐克诗人塞缪尔·托马西克（Samuel Tomašik）以该曲为基础写下了《嘿，斯拉夫人！》。随后在布拉格的斯拉夫民族统一大会上被定为斯拉夫民族统一运动的颂歌。在第二次世界大战期间，这首歌的译文被定为南斯拉夫的国歌，南斯拉夫解体后成为塞尔维亚和黑山的国歌。在2006年塞黑共和国分裂后，塞尔维亚和黑山都不再使用该歌作为国歌，并分别以《正義的上帝》和《啊，五月清亮的早晨》为国歌。

## 历史名词
- 東布罗夫斯基（Dąbrowski）: 扬·亨利克·东布罗夫斯基，意大利波兰军团的领导者之一。这首歌的创作灵感最早就来自于他率部从意大利返回波兰，并与外国占领者战斗的历史事件。
- “只要我们一息尚存，波兰就决不灭亡”（"Jeszcze Polska nie zginęła, Kiedy my żyjemy."）: 在当时（1795年），波蘭立陶宛聯邦被俄國，普鲁士和奥地利瓜分，不具有任何政治地位。
- 就像恰尔涅茨基打回波兹南（Jak Czarniecki do Poznania）: 斯特凡·恰尔涅茨基（Stefan Czarniecki）是在17世纪瑞典入侵波兰时的一位将军。当时，他返回波兰在波兹南皇家城堡附近抵抗瑞典入侵者。当时在皇家城堡内的作者是一名律师。
- 芭茜娅（Basia）:“芭芭拉（Barbara）”的爱称，这裡的“Basia”指普通的波兰女孩，而他的爸爸则指普通的波兰人。女孩热切地期待着在外战斗的男孩子的早日打回波兰，这体现出了当时波兰军团民心所向。
- 拉茨瓦维采（Racławice）:波兰的一个乡村，同时也是1794年起义的一个重要战场。虽然当时起义军仅仅是装备镰刀的乡下人，但凭借着他们的骁勇，而成功的战胜了沙俄的军队。

## 相关多媒体资料
其实，以上音乐资料并非维比茨基的原始版本，而是在1997年4月2日波兰宪法修改后的版本。该版本与原始版本的最大差别就是在首段和合唱部分。

## 歌词
| 波兰原文                                                                   | 中文译文 |
|                                                                            | 波兰没有灭亡 只要我们一息尚存 侵略者所夺走的 我们会以手中的战刀收复 前进，前进，冬布罗夫斯基 从意大利到波兰 在您的领导下 我们万众一心 我们跨越维斯瓦河，渡过瓦尔塔河 成为真正的波兰人 拿破仑已经告诉我们 如何去取得胜利 前进，前进，冬布罗夫斯基… 就像恰尔涅茨基到波兹南 结束瑞典人的占领 为了保卫我们的祖国 我们将渡海归来 前进，前进，冬布罗夫斯基… 父亲对（女儿）芭茜娅 激动地说： 听啊，我们的战士们 敲响了战鼓 前进，前进，冬布罗夫斯基… |
| 原始版本的歌词包括以下两个增加的段落，这两段在波兰官方的国歌歌词中被删去。 | |
|                                                                            | 德国人、俄国人都无法阻挡 长剑在手的我们 团结就是我们的格言 祖国仍会属于我们 前进，前进，冬布罗夫斯基… 让我们一齐宣布： 奴役已到尽头！ 我们拥有经历了拉茨瓦维采战役的战镰 柯斯丘什科的领导，和上帝的庇佑 前进，前进，冬布罗夫斯基… |